# Robert Debré
Robert Debré (ur. 7 grudnia 1882 w Sedanie, zm. 29 kwietnia 1978 w Paryżu) – francuski lekarz i bakteriolog, nazywany ojcem współczesnej pediatrii francuskiej.
Od 1933 roku był profesorem bakteriologii na Sorbonie, od 1940 roku kliniki dziecięcej w Paryżu. Należał do francuskiej Akademii Medycyny, francuskiej Akademii Nauk. W 1959 roku został członkiem zagranicznym Polskiej Akademii Nauk.
Jego badania naukowe dotyczyły chorób zakaźnych dzieci, immunologii oraz higieny.
Jego synem był Michel Debré, premier Francji w latach 1959–1962.
Jego imieniem został nazwany szpital dziecięcy w Paryżu.